# Utilidade industrial
Utilidade industrial ou Aplicação Industrial parte do que é conhecido, sobre o que se constrói como um acréscimo inovador, melhorando a sua utilização ou fabricação. Portanto, como modelo de utilidade o objeto de uso prático, ou parte deste, suscetível de aplicação industrial, que apresente, nova forma ou disposição, envolvendo ato inventivo, que resulte em melhoria funcional no seu uso ou em sua fabricação, devendo ter aplicação industrial.